# Ubaldo Jiménez
Ubaldo Jiménez García (ur. 22 stycznia 1984) – dominikański baseballista, który występował na pozycji miotacza.

## Przebieg kariery
W kwietniu 2001 podpisał kontrakt jako wolny agent z Colorado Rockies i początkowo występował  klubach farmerskich tego zespołu, między innymi w Colorado Springs Sky Sox, reprezentującym poziom Triple-A. W Major League Baseball zadebiutował 22 września 2006 w meczu przeciwko Los Angeles Dodgers jako reliever.
5 września 2007 był miotaczem w spotkaniu z San Francisco Giants, w którym Barry Bonds zdobył 762. rekordowego i ostatniego w karierze home runa. W tym samym roku wystąpił w drugim meczu World Series przeciwko Boston Red Sox, w których Rockies ulegli 0–4. W 2009 wraz z reprezentacją narodową wystąpił na turnieju World Baseball Classic.
17 kwietnia 2010 w meczu przeciwko Atlanta Braves rozegrał pierwszego w historii klubu no-hittera, a niespełna trzy miesiące później po raz pierwszy w karierze wystąpił w Meczu Gwiazd. W lipcu 2011 w ramach wymiany zawodników przeszedł do Cleveland Indians.
19 lutego 2014 podpisał czteroletni kontrakt wart 50 milionów dolarów z Baltimore Orioles.

## Nagrody i wyróżnienia
| Nagroda/wyróżnienie | Lata | Źródło |
| All-Star            | 2010 | [ 9 ]  |